# Garusi 1
Garusi 1 è il nome di repertorio di un frammento di mandibola fossilizzata, che conserva due premolari, scoperto da Ludwig Kohl-Larsen nel 1939 nel sito archeologico di Laetoli in Tanzania

## Scoperta
Scoperto nel 1939, e quindi portato in Germania dallo scopritore al fine di trovare fondi per altre ricerche, non se ne comprese il significato se non nel 1950 quando il fossile fu descritto in dettaglio in una rivista specializzata. Oggi il frammento della mascella superiore è considerato il primo ritrovamento di un Australopithecus afarensis.
Non si conosce l’esatta ubicazione nella zona del sito oggi conosciuto come Laetoli; è noto però che il fossile - cotto in un blocco di arenaria - venne alla luce per erosione nella zona alta della valle degradante verso il fiume Garusi, insieme  a un terzo molare mascellare (Garusi 2) ed a un canino (Garusi 4). 
I fossili di Garusi sono conservati nella Collezione Kohl-Larsen dell'Università Eberhard Karls di Tubinga, ora parte della collezione del Museo dell'Università di Tubinga (MUT).

## Datazione
I confronti con altri fossili trovati a Laetoli hanno portato a stimare che il fossile Garusi 1 avesse un'età compresa tra 3,7 e 3,59 milioni di anni.